# Silvino João de Carvalho
Silvino João de Carvalho, meglio noto come Jabá (Araripina, 20 maggio 1981), è un ex calciatore brasiliano, di ruolo attaccante.